# A Hand Shake
A Hand Shake ist ein US-amerikanischer Kurzfilm aus dem Jahr 1892 mit William K. L. Dickson und William Heise. Der dreisekündige Film war als reines Experiment gedacht und wurde deshalb lediglich in der Zeitschrift The Phonogram bekanntgemacht. Der Film ist einer der wenigen, der in den Black-Maria-Studios im 35-mm-Format gedreht wurde.

## Handlung
Der Film zeigt, wie sich William K. L. Dickson und William Heise die Hände schütteln.